# Болотна (притока Болозівки)
Боло́тна — річка в Україні, в межах Мостиського та Самбірського районів Львівської області. Ліва притока Болозівки (басейн Дністра). 

## Опис
Довжина річки 14 км, площа басейну 44 км². У нижній течії річище частково каналізоване, русло випрямлене, заплава місцями заболочена. 

## Розташування
Витоки розташовані між пологими пагорбами південних схилів Головного європейського вододілу, між селами Острожчем і Вишенькою. Річка тече спочатку на південь, а від села Ятвяги — на південний схід. Впадає у Болозівку на південь від села Ванькович. 
Притоки: невеликі потічки. 